# Catedral angelopolitana

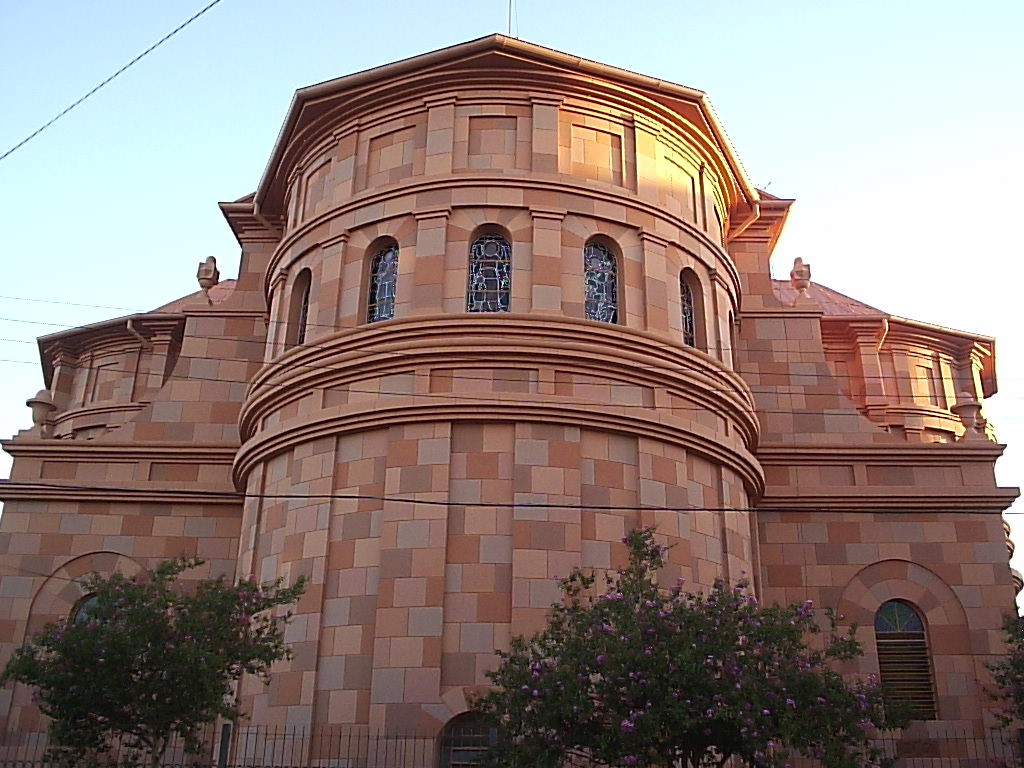
Ábside de la catedral.

La Catedral Angelopolitana está situada en Santo Ângelo en el estado de Río Grande del Sur de Brasil. Es la principal atracción turística de la ciudad y el más importante templo de la diócesis de Santo Ângelo.
Comenzó a construirse en el año 1929 y su estilo se asemeja al templo de la reducción de San Miguel Arcángel. Su estilo es neoclásico, con arcos, columnas, marcos y ornamentación. Está construida sobre los restos de la iglesia de la reducción del Santo Ângelo Custodio. Sobre el pórtico se encuentran imágenes talladas en piedra, representando los santos patronos de los Siete Pueblos de las Misiones: San Borja, San Nicolás, San Luis Gonzaga, San Juan Bautista, San Lorenzo Mártir, San Miguel Arcángel y el Santo Ángel Custodio.
En su interior se encuentra una imagen de Cristo crucificado, de origen misionera en tamaño natural, datada del año 1740 y en madera de cedro tallada.

## Las tres iglesias
En el espacio actualmente ocupado por la Catedral Angelopolitana, se habían construido otras dos iglesias.
La primera iglesia fue edificada después de 1706, año de la fundación de la reducción de Santo Ângelo Custodio. En un grabado de 1860, se percibe su avanzado grado de destrucción y abandono.
Los restos arquitectónicos del antiguo templo de la reducción fueron reutilizados en la construcción de una nueva iglesia, la segunda en el mismo lugar. Empezó a ser erigida a partir del 21 de noviembre de 1888. Esa fecha se puso en su piedra fundacional, con la presencia de diversas autoridades.
La idea de sustituir la segunda iglesia por la catedral actual se surgió en 1920. El objetivo era construir un templo que tomase como ejemplo el estilo de la antigua iglesia de la reducción de San Miguel Arcángel. En septiembre de 1929 tuvo lugar la colocación de la primera piedra de la obra. En 1955, llegaron a su fin los trabajos de la fachada de la iglesia, bajo la dirección del escultor y arquitecto austríaco Valentin Von Adamovich. En el año 1971 las torres fueron terminadas.
|  |  |

## Plaza Pinheiro Machado

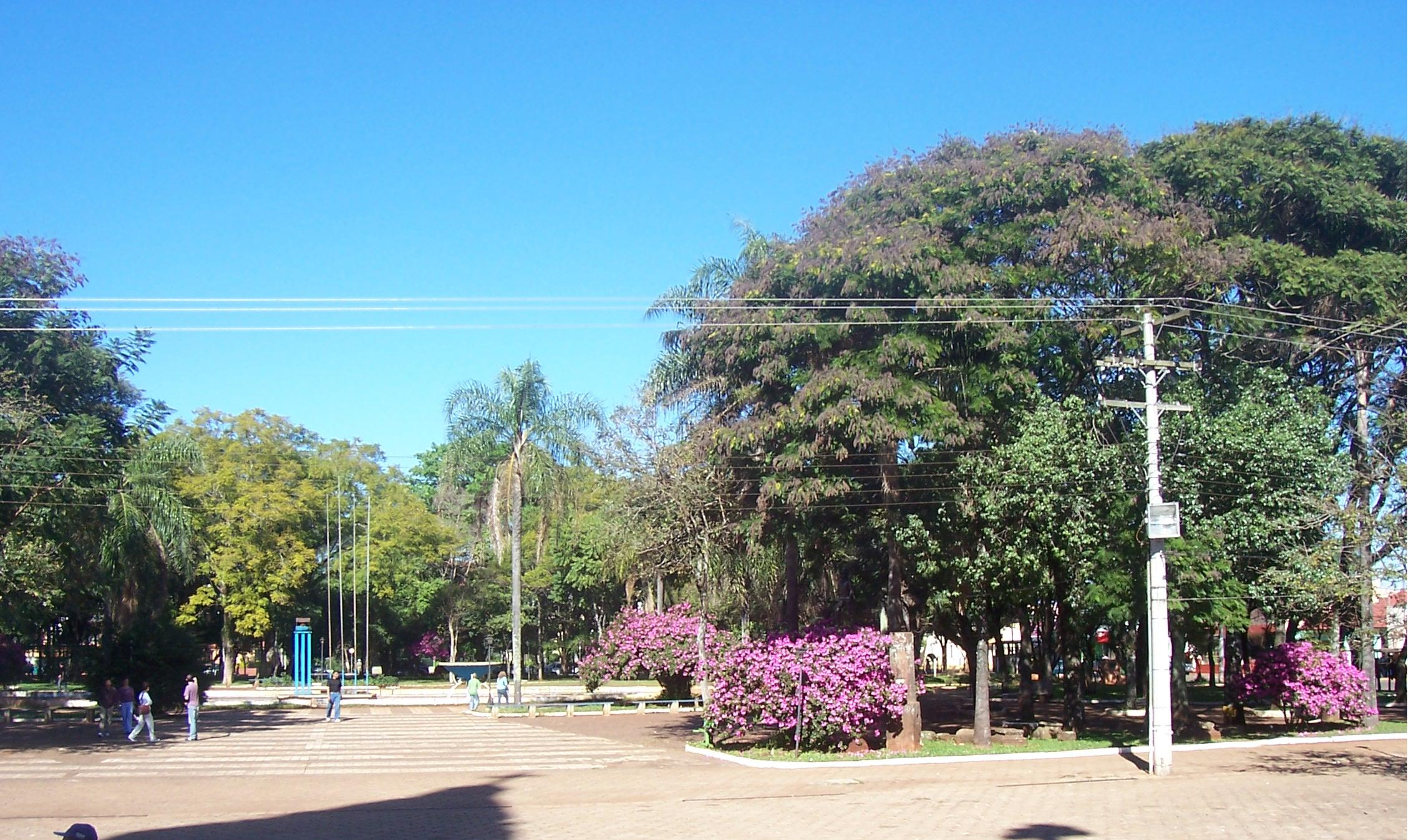
Vista de la plaza ante la catedral.

La Plaza Pinheiro Machado, situada frente a la Catedral Angelopolitana, se convirtió en un sitio de eventos tales como representaciones teatrales, conciertos musicales y actuaciones de orquestas.

## Excavaciones arqueológicas
En el año 2006, fueron llevadas a cabo excavaciones alrededor de la Plaza de la Catedral y Pinheiro Machado. Las excavaciones mostraron la existencia de numerosos materiales utilizados en la época de las reducciones jesuíticas. Por otra parte, se descubrió parte de la planta de la reducción.

## Pintura polémica

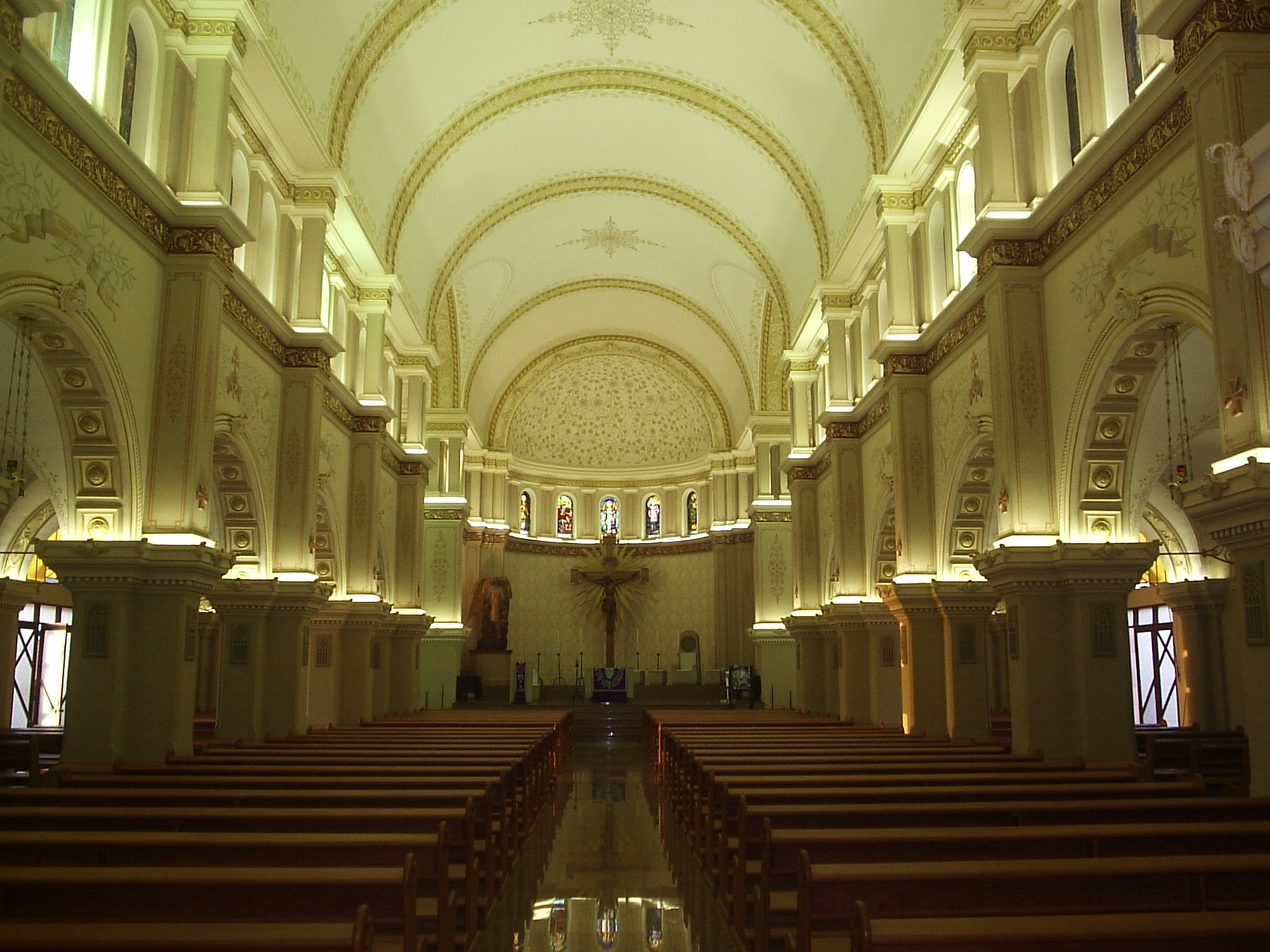
Interior de la Catedral Angelopolitana, después de la reforma general.

A principios de 1990 el artista Tadeu Martins inició la pintura de un panel con guaraníes, medio desnudos, y misioneros jesuitas, representando la cristianización en el tiempo de los Siete Pueblos de las Misiones. La imagen causó mucha polémica entre los fieles, y durante los servicios religiosos como misas y bodas, una cortina cubría el panel llamado Saga Missioneira.
El 2 de octubre de 2008, después de un año y siete meses de haber cerrado el templo por reformas, la catedral fue abierta al público, y se pudo reparar la parte inferior del altar sin las imágenes de los guaraníes siendo convertidos. Los responsables de la restauración de la Catedral se pusieron de acuerdo con el artista, que entendió el objetivo de la nueva obra de arte aplicada.